# Лък (музика)
Лък е устройство, с помощта на което се свири на струнни инструменти. Когато лъкът се движи по струните на музикалния инструмент, той предизвиква трептения, които се възприемат от човешкото ухо като звук. Състои се от специално оформена дървена пръчка, между двата края на която са опънати косми от конска грива или опашка. Така например на лъка на цигулката има приблизително 150 косъма, които се обтягат преди концерт с помощта на винт, вграден в лъка.
Лъкът тежи 60-70 грама и е дълъг около 73 сантиметра.